# Walbert
Walbert, Waldebert, Gwalbert – imię męskie pochodzenia germańskiego, złożone z członów waldan — "panować, rządzić" i beraht — "jasny, błyszczący". W Polsce bardziej znane w zromanizowanej formie Gwalbert (por. Wilhelm — fr. Guillaume). Istnieje trzech świętych patronów tego imienia. 
Gwalbert, Walbert, Waldebert imieniny obchodzi 2 maja i 11 maja.
Znane osoby noszące to imię:
- św. Walbert (wspomnienie 11 maja)
- św. Walbert (wspomnienie 2 maja)
- Michał Gwalbert Pawlikowski, pisarz, wydawca i kolekcjoner
- Mieczysław Gwalbert Pawlikowski, pisarz, dziennikarz, działacz polityczny
- Jan Gwalbert Olszewski, malarz

Zobacz też:
- Jan Gwalbert
- Saint-Valbert
- Charmes-Saint-Valbert